# B.L.E.A.G. 1–8
Die vierachsigen elektrischen Triebwagen 1–8 waren acht Fahrzeuge der Badischen Lokal-Eisenbahnen AG (B.L.E.A.G.), die auf der ursprünglich meterspurigen Albtalbahn von Karlsruhe nach Bad Herrenalb, der Bahnstrecke Busenbach–Pforzheim sowie der Ettlinger Seitenbahn zum Einsatz kamen. Die Fahrzeuge versahen ihren Dienst bis etwa 1964 und wurden danach ausgemustert und verschrottet.

## Geschichte
Neben den Lokomotiven 1 bis 4 für den Güterverkehr beschaffte die B.L.E.A.G. für den Personenverkehr vierachsige Triebwagen, die ebenfalls von der Waggonfabrik Herbrand und der AEG geliefert wurden. Diese wurden mitunter auch zusammen mit einem Steuerwagen eingesetzt. Die Fahrzeuge hatten die Möglichkeit der Vielfachsteuerung; von einer Plattform aus konnten zwei Triebwagen gesteuert werden, sodass vielfach zwei Triebwagen zusammen mit einem Bei-/Steuerwagen im Einsatz waren.
Obwohl die Albtalbahn im Zweiten Weltkrieg durch Tieffliegerangriffe unter Beschuss genommen wurde, überstanden alle Fahrzeuge den Krieg und versahen danach weiter den Dienst bis zur Umspurung der Strecken. Die letzten Fahrzeuge waren zuletzt nur noch auf der Ittersbacher Strecke eingesetzt, nachdem vorher schon 1959 und 1961 drei Fahrzeuge wegen Schäden abgestellt wurden. 1964 wurden auch die letzten Fahrzeuge ausgemustert und bald danach verschrottet.

## Konstruktion
Die Fahrzeuge waren im mechanischen Teil von der Waggonfabrik Herbrand in Köln und im elektrischen Teil von der AEG gefertigt. Ausgerüstet waren die Fahrzeuge mit zwei Winter-Eichberg-Motoren, die als Tatzlagermotore in Maximumdrehgestellen untergebracht waren. Ausgerüstet waren die Fahrzeuge mit zwei Scherenstromabnehmern mit einfachen Schleifstücken, die in der Regel beide angelegt waren. Gesteuert wurden die Triebwagen über eine Schützensteuerung und besaßen dadurch die Möglichkeit, mehrere Triebwagen von einem Führerstand aus zu steuern.
An den Plattformen der Fahrzeuge waren die Führerstände mit Fahrschalter, Führerbremsventil, Handbremshebel, Sandstreuhebel sowie dem Armaturenbrett vorhanden. Der Fahrschalter war mit einer Totmanneinrichtung versehen, die den Triebwagen beim Loslassen des Fahrschalterhebels automatisch abbremste bzw. die Stromunterbrechung zu den Fahrmotoren unterbrach. Zur Verstärkung der Bremskraft der Hardy-Bremse war im Triebwagen ein zusätzlicher Hilfsluftkessel eingebaut. Der ET hatte nur eine Vakuumpumpe im Führerstand Richtung Karlsruhe. Der Kompressor dafür schaltete bei zwei bar automatisch ein und bei sechs bar automatisch ab.
Bei allen Fahrzeugen war Richtung Bahnhof Bad Herrenalb immer die Richtung Vorn. Das war besonders bei Ortung von Heißläufern für die Werkstatt wichtig.